# バットマン VS. ロビン
『バットマン VS. ロビン』（英: Batman vs. Robin）は、DCコミックスから2012年に刊行されたスコット・スナイダーによる『バットマン』のエピソード「バットマン: 梟の夜」を原作とするOVA。2015年4月3日のWonderConで上映され、2015年4月7日にデジタル配信が開始、2015年4月14日にBlu-rayとDVDで発売された。日本では2015年9月9日にデジタル配信が開始、2016年2月24日にBlu-rayで発売された。

## キャスト
- ブルース・ウェイン / バットマン - ジェイソン・オマラ
- ダミアン・ウェイン / ロビン - スチュアート・アラン（英語版）
- ディック・グレイソン / ナイトウィング - シーン・マーハー（英語版）
- アルフレッド・ペニーワース - デヴィッド・マッカラム
- タロン - ジェレミー・シスト
- オウル・ルーテナント - トロイ・ベイカー
- トーマス・ウェイン - ケヴィン・コンロイ
- サマンサ・ヴァナヴァー - グレイ・デリスル
- アントン・ショット - アル・ヤンコビック
- ジャック - トレバー・デュバル
- 少年期のブルース・ウェイン - グリフィン・グラック
- ドラコ - ピーター・オノーラッティ（英語版）
- ジル - アンドレア・ロマーノ

## 映像ソフト
『バットマン VS. ロビン』
製品情報
2016年2月24日発売
品番 1000592176
JAN 4548967244915
特典映像
- 「梟の法廷」の謎 (31:25)
- タロン (14:03)
- 『ジャスティス・リーグ:ゴッド＆モンスター』ダイジェスト (11:08)
- 『バットマン:ブレイブ&ボールド』第18話「報復のアート」
- 『バットマン』第17話「Old Wounds」
- 『スーパーマン』第45話「ロボットの心」
- 『ヤング・ジャスティス』第26話「ライトの真実」
- WBカートゥーン「Super Rabbit」

## 関連コミック
バットマン 梟の夜 (ShoPro Books THE NEW52!)
小学館集英社プロダクション
2013年8月28日発売、ISBN 978-4796871617